# Osiedle Widok Zarzecze

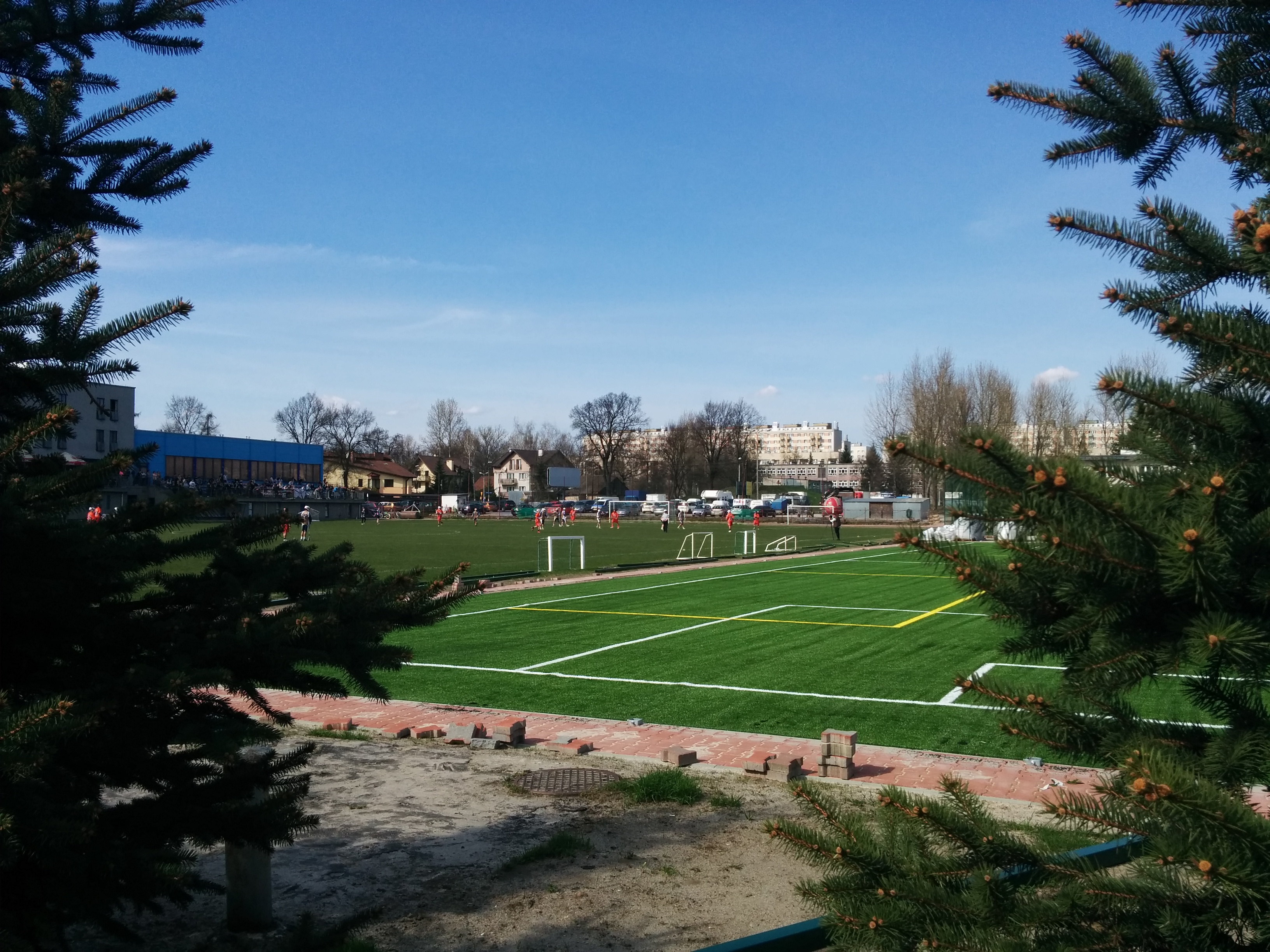
Kompleks boisk KS Bronowianka

Osiedle Widok Zarzecze – osiedle w Krakowie wchodzące w skład Dzielnicy VI Bronowice, niestanowiące jednostki pomocniczej niższego rzędu w ramach dzielnicy. Zarzecze było osadą należącą do wsi Bronowice Małe, leżącą na południe od dawnego koryta Młynówki Królewskiej. Widok to dawna nazwa ulicy Jabłonkowskiej - używana jako pierwotna (do dziś potoczna) nazwa dzisiejszego Osiedla Bronowice Nowe.

## Położenie
Osiedle położone jest w przybliżeniu pomiędzy ulicami: Zarzeczem na północy, Na Błonie na zachodzie, Zarudawiem na południu i Armii Krajowej oraz Odlewniczą na wschodzie. Na północy osiedla dominuje szeregowa zabudowa rodzinna; na południu, wzdłuż ul. Hamernia, jednorodzinna.
Osiedle graniczy:
- od północy z Osiedlem Bronowice Nowe,
- od zachodu z Bronowicami Małymi Południe,
- od południa z Wolą Justowską,
- od wschodu z Bronowicami Małymi Wschód oraz Małymi Błoniami, znajdującymi się już na terenie Dzielnicy V Krowodrza.

## Historia
W rejonie ul. Hamernia znajdowała się począwszy od XVI wieku kuźnia (hamernia) należąca do wsi Bronowice Małe. Budowa osiedla szeregowych domów jednorodzinnych Widok Zarzecze przy ul. Wiedeńskiej była pierwszą inwestycją Spółdzielni Mieszkaniowej "Osiedla Domów Jednorodzinnych", zrealizowaną po roku 1974.

## Infrastruktura
Na terenie osiedla znajduje się Klub Sportowy Bronowianka Kraków, korty tenisowe, wojewódzka jednostka Straży pożarnej, sklep wielobranżowy "Jubilat", konsulat Meksyku i szkoła podstawowa Montessori. W zabudowie przeważają budynki szeregowe rodzinne i budynki jednorodzinne.